# رود مویا
رود مویا (انگلیسی: Muya) یک رودخانه در جمهوری بوریاتیای کشور روسیه است.